# Iris Mittenaere
Iris Mittenaere ([i.ʁis mi.tə.naʁ]) (Rijsel, 25 januari 1993) is een Frans model dat in 2016 Miss Frankrijk en Miss Universe werd.

## Biografie
Door een tekort aan kandidaten meldde Mittenaere, student tandheelkunde, zich in mei 2015 aan voor de verkiezing tot Miss Frans-Vlaanderen. Prompt won ze deze ook nog. Enkele maanden later zette ze ook de verkiezing tot Miss Nord-Pas-de-Calais op haar naam. Ze behaalde de hoogste score (17,5/20) op de kennistest algemene cultuur bij de selectiewedstrijd voor Miss Frankrijk. Mittenaere zette zich in voor scholing van meisjes en toegang tot zowel goede gezondheidszorg als tandheelkundige zorg.
Op 19 december 2015 werd ze met 26 procent van de publieksstemmen verkozen tot Miss Frankrijk, de runner-up Morgane Edvige kreeg 20 procent van de stemmen. Mittenaere volgde hiermee Camille Cerf op, die net als zij uit Nord-Pas-de-Calais kwam. In het jaar na haar verkiezing tot Miss Frankrijk reisde ze de hele wereld over en deed ze mee aan de Franse spelshow Fort Boyard. Iets meer dan een jaar na haar missverkiezing in Frankrijk vertegenwoordigde Mittenaere haar geboorteland bij de verkiezing tot Miss Universe. Uit 86 kandidaten bemachtigde zij ook deze titel en werd hiermee de opvolgster van de Filipijnse Pia Wurtzbach. Mittenaere was na Christiane Martel in 1953  de tweede Française die de Miss Universe-kroon kreeg. Ze was daarnaast de eerste Europese vrouw  die Miss Universe werd sinds de Russische winnares Oksana Fedorova in 2002.
Na de Miss Universe-verkiezing reisde Mittenaere onder meer naar de Filipijnen, Haïti, de Kaaimaneilanden en Peru en was ze aanwezig bij de New York Fashion Week en de Paris Fashion Week. In Parijs liep ze een modeshow voor modeontwerper Jean Paul Gaultier. Ook was ze aanwezig bij het Filmfestival van Cannes. Ze gaf in november 2017 de Miss Universe-kroon door aan de nieuwe winnares Demi-Leigh Nel-Peters uit Zuid-Afrika. Een maand erna was ze mede-juryvoorzitter van de verkiezing tot Miss Frankrijk 2018.
- Bibliothèque nationale de France: cb17777040q (data)
- Gemeinsame Normdatei: 1147721653
- International Standard Name Identifier: 0000 0004 7236 8509
- Virtual International Authority File: 6701151304670749460001
- WorldCat: E39PBJfWWbDhdCMchYCD4DHjYP